# Partizan Belgrad
JSD Partizan (serb.-chorw. ЈСД Партизан, Југословенско спортско Друштво Партизан, Спортско друштво Партизан) – wielosekcyjny klub sportowy z siedzibą w Belgradzie (Serbia).